# Scott Frank
Scott Frank (* 10. März 1960 in Fort Walton Beach, Florida) ist ein US-amerikanischer Drehbuchautor, Regisseur und Filmproduzent.

## Leben
Frank trat Ende der 1980er Jahre erstmals als Drehbuchautor in Erscheinung, als er für eine Episode der Fernsehserie Wunderbare Jahre das Script verfasste. Noch im gleichen Jahr entstand auf Grundlage eines seiner Drehbücher der Spielfilm Plain Clothes – Mord in der Highschool.
Für das Drehbuch zu Out of Sight (1998) wurde Frank für den Oscar nominiert. 1998 erhielt er hierfür einen Boston Society of Film Critics Award für das beste Drehbuch. Außerdem wurde Frank für diesen Film mit einem NSFC Award ausgezeichnet, gewann einen Edgar Allan Poe Award und erhielt einen Writers Guild of America Award.
Sein Drehbuch zu Minority Report (2002) brachte ihm die Ehrung mit einem Saturn Award für das beste Drehbuch ein.
2001 trat er zum ersten Mal als Produzent in Erscheinung und beteiligte sich an dem Filmdrama The Caveman’s Valentine.
Mit dem Thriller Die Regeln der Gewalt gab Frank 2007 sein Debüt als Regisseur. Für diese Arbeit folgte eine Auszeichnung bei den Independent Spirit Awards 2008. 2011 inszenierte Frank eine Folge der Fernsehserie Shameless. 2014 folgte der Film Ruhet in Frieden – A Walk Among the Tombstones, für den er auch das Drehbuch verfasste. Als Autor, Ausführender Produzent und Regisseur war an der Serie Godless (2017) beteiligt.
Er führte im Jahr 2019 die Regie bei der Netflix-Serie Das Damengambit, die allein im ersten Monat nach Veröffentlichung von über 62 Millionen Haushalten gesehen wurde und somit die bis dato erfolgreichste Miniserie auf der Plattform war.

## Filmografie (Auswahl)

### Drehbuch
- 1988: Plain Clothes – Mord in der Highschool (Plain Clothes)
- 1991: Schatten der Vergangenheit (Dead Again)
- 1991: Das Wunderkind Tate (Little Man Tate)
- 1993: Malice – Eine Intrige (Malice)
- 1995: Schnappt Shorty (Get Shorty)
- 1996: Mississippi Delta – Im Sumpf der Rache (Heaven’s Prisoners)
- 1998: Out of Sight
- 2002: Minority Report
- 2004: Der Flug des Phoenix (Flight of the Phoenix)
- 2005: Die Dolmetscherin (The Interpreter)
- 2007: Die Regeln der Gewalt (The Lookout)
- 2008: Marley & Ich (Marley & Me)
- 2013: Wolverine: Weg des Kriegers (The Wolverine)
- 2014: Ruhet in Frieden – A Walk Among the Tombstones (A Walk Among the Tombstones)
- 2017: Logan – The Wolverine (Logan)
- 2017: Godless (Fernsehserie)
- 2020: Das Damengambit (The Queen’s Gambit, Fernsehserie)
- 2025: Department Q (Dept. Q, Fernsehserie)

### Regie
- 2007: Die Regeln der Gewalt (The Lookout)
- 2011: Shameless (Fernsehserie, Episode 1x08)
- 2014: Ruhet in Frieden – A Walk Among the Tombstones (A Walk Among the Tombstones)
- 2017: Godless (Fernsehserie, 7 Episoden)
- 2020: Das Damengambit (The Queen’s Gambit, Fernsehserie, 7 Episoden)
- 2025: Department Q (Dept. Q, Fernsehserie)

### Produktion
- 2001: The Caveman’s Valentine
- 2022: No Exit
- 2022: Bruiser